# 투르 푸아티에 전투
투르-푸아티에 전투(Battle of Tours)는 732년 프랑크 왕국 메로빙거 왕조의 궁재인 카롤루스 마르텔이 프랑스 투르와 푸아티에에서 우마이야 왕조의 이슬람군을 무찌른 전투로 이 전투의 승리로 이슬람 세력의 서유럽 확장은 한풀 꺾였다.

## 배경
당시 우마이야 왕조의 이슬람 세력은 북아프리카를 넘어 서남부 유럽 쪽으로 확장되고 있었는데 이슬람 세력은 스페인 지방을 정복하고 서유럽을 노렸다. 서유럽을 지배하고 있는 프랑크 왕국의 메로빙거 왕조에서는 재상 카를 마르텔이 권력을 장악하고 기병을 활발히 훈련시켰다. 732년 스페인 코르도바 총독 아브드 알 라만은 프랑스 아키텐을 침공하여 아키텐 공작 에우도를 무찔렀고 에우도는 카를 마르텔에게 도움을 청했다.

## 전투 과정
갈리아를 원하던 아브드 알 라흐만은 코르도바군과 베르베르인들로 편성된 기병, 투창병 부대를 이끌고 이베리아반도의 북서쪽으로 올라왔다. 아키텐 공작 에우도의 사위이자 갈리아 남서부의 총독으로 있던 무슬림 오트만 벤 아비네는 프랑크족과의 동맹을 믿고 안이하게 방어하던 중, 아브드 알 라흐만 군사의 공격을 받았다. 아브드 알 라흐만은 오트만 벤 아비네를 역적으로 규정했고, 후일 롤랑이 전사한 곳이기도 한 론케발레스 언덕에서 크게 패배하고 전사했다. 이들의 군대는 갈리아 남서부를 공략하고 바로 프랑크 왕국 남서부로 아키텐과의 접경인 보르도로 건너갔다. 보르도의 프랑크 군대는 아브드 알 라흐만의 무어 군대의 경기병단과 투창병에게 대패하고, 보르도의 성벽과 도시는 파괴되고 약탈과 방화, 살육의 현장이 되었다.
카를 마르텔은 투르 시를 방어하기 위해 그 동안 훈련시킨 기병대를 주둔시켰다. 이어 에우도의 잔류군을 수습하여 규합한 뒤, 추가로 군사를 모집해 왕국의 남서부 프로방스로 내려갔다. 그러나 무슬림군은 푸아티에를 건너서 이미 투르를 약탈, 방화한 뒤 다시 푸아티에를 거쳐서 이베리아반도로 되돌아가려 했다. 카를 마르텔은 긴급히 이들을 추격했다, 푸아티에에 도착할 무렵 아브드 알 라흐만은 카를 마르텔 군대가 추격해온다는 것을 알고 행군을 중단, 군사를 정비했다. 아브드 알 라흐만 군대는 푸아티에와 투르의 중간 지점에 매복하여 카를 마르텔군을 기다렸다. 급히 달려온 카를 마르텔 군은 우미야드 군사를 추격하는 길가에 있던 프랑크군들의 사체를 보고 경악했다.
교전 초반, 갓 도착한 프랑크 군대는 기습공격한 우미야드 군대의 기병들의 창과 투창병들의 공격에 속수무책으로 당했다. 아브드 알 라흐만의 군대는 기병과 투창병 중심의 군대였고, 화살과 칼을 소지하고 있었다. 기병의 창에 상대 군사를 부상입힌 뒤 투창병이나 칼과 화살을 쏘는 보병, 궁병을 이용해 목표를 타격하는 것이었다. 카를 마르텔의 군대는 프란키스카라 부르는 무거운 대형도끼를 든 보병과 기타 도끼를 든 보병이고 철제 투구와 미늘갑옷 차림이었다. 카를 마르텔은 중간에 프랑크군들 이외에도 아키텐군, 슈바벤군, 바이에른군, 그 밖에 프랑크왕국 동부의 부족상태에 머무른 게르만족 군대 및 노르만군까지 동원해 왔다. 이들은 주로 창이나 도끼를 소지하고 있었다.
아브드 알 라흐만은 카를 마르텔의 프랑크군 및 게르만 연합군이 밀집해 있자, 좌우 양쪽에서 기병대를 보내 카를 마르텔의 프랑크-게르만군을 공격했다. 투창과 화살, 칼이 날아왔고 전사자가 발생했지만 프랑크 족의 갑옷은 단단하였으므로 틈을 보이지 않은 이들은 상대적으로 적은 부상을 입었으며, 사망자와 부상자가 속출하자 이들은 한 곳으로 똘똘 뭉쳤다. 병사들이 서로 달라붙어서 진격한 프랑크군은 부상당해도 참고 행진했고, 동료 군사가 맞아 죽어도 개의치 않고 시신을 밟고 행진했다. 기병대와 궁수들이 창과 화살로 사격을 계속했지만 한데 뭉친 프랑크-게르만군은 그대로 행진했고, 아브드 알 라흐만은 투창병과 칼, 화살을 다루는 보병, 용병인 투아레크를 보내 돌격시켰다. 프랑크-게르만군과 몇보 앞으로 가까워지자 이들은 투창과 화살을 날리고 칼로 프랑크-게르만군을 공격했다. 프랑크-게르만군은 프란키스카 및 도끼들로 공격했다. 우미야드군과 베르베르군들은 프란키스카에 큰 부상을 당했다. 특히 프랑크군의 도끼인 프란키스카는 다른 게르만 이민족과 브리튼의 켈트족의 갑옷도 뚧는 도끼였다. 프랑크군의 사상자는 증가했지만 투창, 화살이 떨어져감에 따라 도끼를 든 프랑크-게르만족의 군대에게 밀리기 시작했다. 경기병들로 얇은 갑옷과 방패를 지녔거나 방패가 없던 우마이야군은 그대로 속수무책으로 당하기 시작했다.
창과 투창, 화살이 거의 바닥나자 우마이야의 경기병들과 투창병, 보병들은 옆으로 돌아서 회군했고, 이어 아랍군의 기병대와 궁수들이 돌격을 시도했다. 보통 투창공격과 화살공격 후 전열이 무너진 상대 군사를 보병대와 칼을 다루는 병사들, 그리고 중기병대가 상대해서 궤멸시키는 전술이 통하지 않자 아브드 알 라흐만은 당황해했다. 전사자를 많이 냈지만 프랑크-게르만 연합군은 전열을 흐뜨러뜨리지 않고 단단하게 뭉쳐서 행군했다. 우마이야 기병대와 베르베르 기병대 및 칼을 다루는 보병들은 직접 프랑크-게르만군을 상대했고, 처음에는 우마이야-베르베르 기병대가 빠른 속도로 움직여 우세했지만, 점차 무거운 갑옷과 프란키스카를 비롯한 무거운 도끼로 중무장한 프랑크-게르만 군대에게 밀리기 시작했다. 다급한 아브르 알 라흐만의 나팔수들은 뿔나팔을 불고 투창 경기병대들과 보병대는 재빨리 퇴각했다. 이들은 다시 투창으로 재무장하고 돌격했다. 그러나 갑옷, 방패가 가벼운 경기병대는 오히려 프랑크-게르만군의 무거운 도끼에 쉽게 당했고, 아브드 알 라흐만의 군대는 사상자가 속출했다. 서고트에서 데려온 서고트족 용병들은 거의 대부분 도망쳤다. 여기에 북아프리카에서 데려온 아랍군들 조차도 도망치기 급급했다.
아브드 알 라만은 베르베르군과 투아레크들을 정렬시켜 공격했다. 남은 아랍군들과 중기병대와 함께 프랑크군을 공격했지만 이들은 사상자를 내면서도 서로 달라붙어 떨어지지 않고 계속 행진했다. 남아있던 아랍군들은 공포감을 느끼고 거의 대부분 도주해버렸다. 이에 아우스트라시아군들과 슈바벤군들은 남은 아랍 군대를 도끼로 베고 계속 아브드 알 라흐만의 진영으로 돌격했다. 방어 장비를 갖추지 못한 북아프리카의 아랍군들은 쉽게 프랑크-게르만 군대에게 쓰러졌다. 카를 마르텔은 계속해서 진두지휘를 했고, 화살과 투창 등이 바닥난 아브드 알 라흐만의 군대는 우왕좌왕했고, 통제권을 상실했다. 아랍의 기병들이 던지는 창은 프랑크-게르만군들의 방패를 뚫지 못하고 번번히 튕겨나갔으며, 아랍군들은 프랑크-게르만군들이 던지는 프랑키스카와 도끼들에게 맞아 죽었다. 마지막 날 저녁에 이르러 아우스트라시아-바이에른의 군대는 아랍군들의 본진으로 쳐들어가 아랍군과 베르베르군대를 도끼로 쳐 죽였다.
아브드 알 라흐만은 다시 전열을 가다듬어 공격했지만, 아랍군과 코르도바군은 패주하여 달아났다. 아브드 알 라흐만은 그날 저녁 혹은 옴미야드군이 거의 대부분 도주하는 그 다음날 아침에 전사했다고 한다. 이들은 보르도를 넘어 이베리아로 급히 달아났으며, 보르도, 투르, 푸아티에, 아키텐 등지에서 약탈한 보물들 중 거의 대부분을 놔두거나 버리고 달아났다.
카를 마르텔의 기병대는 푸아티에 근처에서 옴미아드군을 격파했고 사령관인 코르도바 총독 아브드 알 라만은 전사했다. 그러나 732년의 전투가 곧바로 갈리아에서의 이슬람 세력의 소멸로 이어진 것은 아니다. 이후에도 우미야드군은 737년까지 프랑크 왕국 남부와 남서부 해안가를 약탈했고, 카를 마르텔은 그 때마다 군대를 이끌고 우미야드군을 상대해야 했다. 메로빙거 왕조가 몰락하고 등장한 카롤링거 왕조의 피핀 3세가 759년 나르본을 수복할 때까지 무슬림들은 여전히 프로방스 해안 및 티레니아해에서 세력을 떨쳤다.

## 결과 및 영향
이후에 이슬람교도의 진출은 사실상 내분과 북아프리카에서 일어난 베르베르인의 반란으로 중단되었다. 카를 마르텔은 그 전투를 통해 영예뿐만 아니라 실리도 얻었다. 그는 에우도로부터 충성을 서약받은 아키텐 지역에 대한 권한을 확보할 수 있었다. 이후에 카를 마르텔의 아들 피핀 등이 메로빙거 왕조를 무너뜨리고 카롤링거 왕조를 세우는 계기가 된다.

## 같이 보기
- 콘스탄티노폴리스 공방전 (717-718년)
- 빅터 데이비스 핸슨